# Birda, Timiș

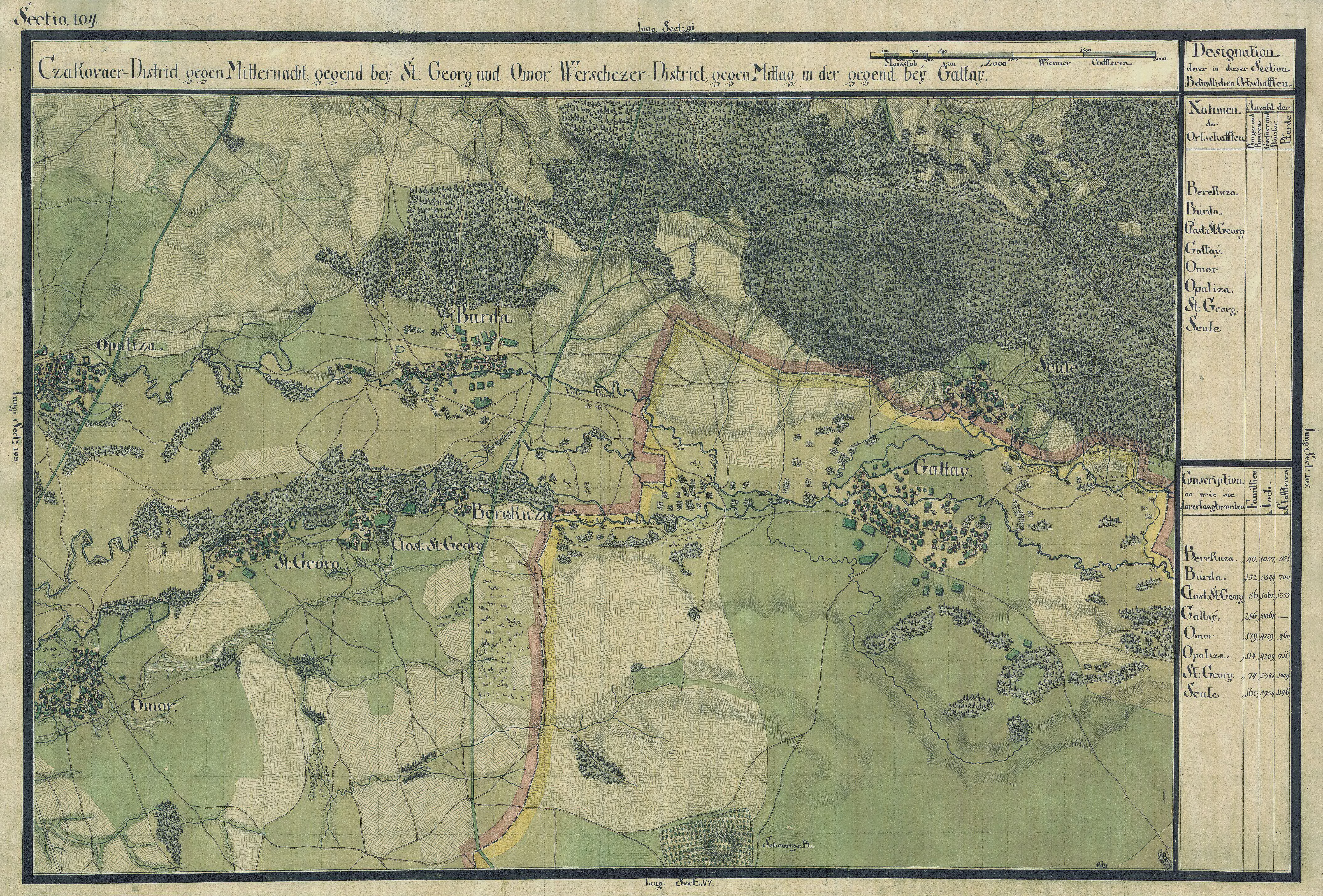
Birda în Harta Iosefină a Banatului, 1769-72

Birda ((germană Birda, maghiară Birda) este satul de reședință al comunei cu același nume din județul Timiș, Banat, România.